# Tetraamminkupfersulfat
Tetraamminkupfer(II)-sulfat [Cu(NH3)4]SO4, (frühere Namen: Cuprum sulfuricum ammoniatum, schwefelsaures Kupferoxydammoniak, Kupfersalmiak, Kupriammoniumsulfat, Tetramminkupfer(II)-sulfat) ist ein Komplexsalz des zweiwertigen Kupfers und der Schwefelsäure. Als Feststoff liegt es als Monohydrat [Cu(NH3)4]SO4 · H2O vor. Die tiefblaue Farbe der Salzkristalle entsteht durch den Tetraamminkomplex [Cu(NH3)4]2+ des Kupfers, der in wässriger Lösung durch zwei weitere Wassermoleküle komplexiert wird. Das an Luft langsam zu einem grünen Pulver verwitternde Salz hat einen Zersetzungspunkt von ca. 150 °C.

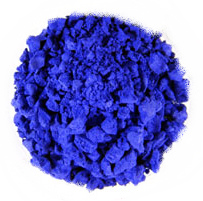
Tetraamminkupfer(II)-sulfat-Monohydrat [Cu(NH_{3})_{4}]SO_{4}·H_{2}O

## Geschichte
Tetraamminkupfersulfat wurde zum ersten Mal 1644 von Johan Baptista van Helmont synthetisiert.
Die wässrige Lösung wurde als „Flüchtige Kupferoxydtinctur“ (Tinctura veneris volatilis) von Herman Boerhaave (1668–1738) als Arznei eingeführt, jedoch nicht mehr verwendet.

## Darstellung
Tetraamminkupfer(II)-sulfat entsteht durch Versetzen einer wässrigen Kupfer(II)-sulfat-Lösung mit Ammoniakwasser im Überschuss:
{\displaystyle \mathrm {CuSO_{4}+4\ NH_{3}+H_{2}O\longrightarrow \ {[Cu(NH_{3})}_{4}]SO_{4}\cdot \ H_{2}O} }

## Verwendung
Der Farbumschlag von blassblau zu tiefblau kann zum Nachweis der Kupferionen dienen. Auf Bildung des Tetraamminkupferkomplexes beruht auch die Verwendung von Kupfersalzen als Geheimtinte.

## Eigenschaften
Obwohl die Tetraammin-kupfer(II)-salze stabile Komplexsalze sind, ist eine Reaktion mit Schwefelwasserstoff (H2S) möglich: Bei der Zugabe von Schwefelwasserstoff (H2S) wird schwarzes Kupfer(II)-sulfid ausgefällt. Die aus dem  Gleichgewicht des Komplexes resultierende Kupfer(II)-ionenkonzentration  entsprechend der Gleichung
{\displaystyle \mathrm {[Cu(NH_{3})_{4}]^{\,2+}\rightleftharpoons \ Cu^{\,2+}+4\ NH_{3}} }
ist höher als die max. Lösungskonzentration des Kupfer(II)-sulfids. Deshalb wird trotz der Komplexverbindung Kupfer(II)-sulfid ausgefällt.
Bei der Zugabe von Kalkmilch zu einer Lösung von Tetraamminkupfer(II)-sulfat bildet sich ein blaugrüner Niederschlag. Dieses Farbpigment, auch als Kalkblau oder Neuwieder Blau bezeichnet, wird für Malerfarben verwendet.